# Joachim von Amsberg
Joachim von Amsberg, nemški general, * 26. avgust 1869, Schwerin, † 5. september 1945, Rostock.